# الوندانس
الوندانس (به فرانسوی: Allondans) یک کمون در فرانسه است که در Canton of Montbéliard-Ouest واقع شده‌است.

## خصوصیات
الوندانس ۵٫۱۴ کیلومترمربع مساحت و ۲۱۶ نفر جمعیت دارد.